# Canton de Lescar, Gave et Terres du Pont-Long
Le canton de Lescar, Gave et Terres du Pont-Long est une circonscription électorale française du département des Pyrénées-Atlantiques.

## Histoire
Un nouveau découpage territorial des Pyrénées-Atlantiques entre en vigueur à l'occasion des élections départementales de 2015. Il est défini par le décret du 25 février 2014, en application des lois du 17 mai 2013 (loi organique 2013-402 et loi 2013-403). Les conseillers départementaux sont, à compter de ces élections, élus au scrutin majoritaire binominal mixte. Les électeurs de chaque canton élisent au Conseil départemental, nouvelle appellation du Conseil général, deux membres de sexe différent, qui se présentent en binôme de candidats. Les conseillers départementaux sont élus pour 6 ans au scrutin binominal majoritaire à deux tours, l'accès au second tour nécessitant 12,5 % des inscrits au 1er tour. En outre la totalité des conseillers départementaux est renouvelée. Ce nouveau mode de scrutin nécessite un redécoupage des cantons dont le nombre est divisé par deux avec arrondi à l'unité impaire supérieure si ce nombre n'est pas entier impair, assorti de conditions de seuils minimaux. Dans les Pyrénées-Atlantiques, le nombre de cantons passe ainsi de 52 à 27.
Le canton de Lescar, Gave et Terres du Pont-Long est formé de communes de l'ancien canton de Lescar. Il est entièrement inclus dans l'arrondissement de Pau. Le bureau centralisateur est situé à Lons.

## Représentation
| Période élective | Période élective | Mandat | Mandat   | Identité           | Nuance | Nuance | Qualité |
| ---------------- | ---------------- | ------ | -------- | ------------------ | ------ | ------ | --- |
| 2015             | 2021             | 2015   | 2021     | Sandrine Lafargue  |        | LR     | Chargée de mission à la Chambre de commerce et d’industrie à Pau Conseillère départementale déléguée à l'Agenda 21 et au développement durable |
| 2015             | 2021             | 2015   | 2021     | Nicolas Patriarche |        | LR     | Chef d'entreprise Maire de Lons Conseiller départemental délégué au numérique                                                                  |
| 2021             | 2028             | 2021   | en cours | Sandrine Lafargue  |        | LR     | Conseillère sortante, Vice-Présidente du conseil départemental                                                                                 |
| 2021             | 2028             | 2021   | en cours | Nicolas Patriarche |        | LR     | Conseiller sortant, Vice-Président du conseil départemental                                                                                    |

### Résultats détaillés

#### Élections de mars 2015
À l'issue du 1er tour des élections départementales de 2015, deux binômes sont en ballottage : Didier Larrieu et Valérie Revel (PS, 37 %) et Sandrine Lafargue et Nicolas Patriarche (UMP, 35,77 %). Le taux de participation est de 53,17 % (11 196 votants sur 21 056 inscrits) contre 52,8 % au niveau départemental et 50,17 % au niveau national.
Au second tour, Sandrine Lafargue et Nicolas Patriarche (UMP) sont élus avec 50,31 % des suffrages exprimés et un taux de participation de 54,93 % (5 415 voix pour 11 564 votants et 21 054 inscrits).

#### Élections de juin 2021
Le premier tour des élections départementales de 2021 est marqué par un très faible taux de participation (33,26 % au niveau national). Dans le canton de Lescar, Gave et Terres du Pont-Long, ce taux de participation est de 39,94 % (8 617 votants sur 21 577 inscrits) contre 38,82 % au niveau départemental. À l'issue de ce premier tour, deux binômes sont en ballottage : Sandrine Lafargue et Nicolas Patriarche (LR, 44 %) et Rachel Courtoux et Christian Laine (Union à gauche avec des écologistes, 38,11 %).
Le second tour des élections est marqué une nouvelle fois par une abstention massive équivalente au premier tour. Les taux de participation sont de 34,36 % au niveau national, 40,13 % dans le département et 41,85 % dans le canton de Lescar, Gave et Terres du Pont-Long. Sandrine Lafargue et Nicolas Patriarche (LR) sont élus avec 53,67 % des suffrages exprimés (4 601 voix pour 9 031 votants et 21 580 inscrits),,.

## Composition
Le canton de Lescar, Gave et Terres du Pont-Long comprend sept communes entières.
| Nom                                           | Code Insee | Intercommunalité      | Superficie (km2) | Population (dernière pop. légale) | Densité (hab./km2) | Modifier                                    |
| --------------------------------------------- | ---------- | --------------------- | ---------------- | --------------------------------- | ------------------ | ------------------------------------------- |
| Lons (bureau centralisateur)                  | 64348      | CA Pau Béarn Pyrénées | 11,53            | 13 708 (2022)                     | 1 189              | modifier les données · modifier les données |
| Arbus                                         | 64037      | CA Pau Béarn Pyrénées | 13,89            | 1 235 (2022)                      | 89                 | modifier les données · modifier les données |
| Artiguelouve                                  | 64060      | CA Pau Béarn Pyrénées | 10,74            | 2 025 (2022)                      | 189                | modifier les données · modifier les données |
| Lescar                                        | 64335      | CA Pau Béarn Pyrénées | 26,50            | 9 540 (2022)                      | 360                | modifier les données · modifier les données |
| Poey-de-Lescar                                | 64448      | CA Pau Béarn Pyrénées | 6,74             | 1 860 (2022)                      | 276                | modifier les données · modifier les données |
| Siros                                         | 64525      | CA Pau Béarn Pyrénées | 2,21             | 840 (2022)                        | 380                | modifier les données · modifier les données |
| Uzein                                         | 64549      | CA Pau Béarn Pyrénées | 16,19            | 1 320 (2022)                      | 82                 | modifier les données · modifier les données |
| Canton de Lescar, Gave et Terres du Pont-Long | 6411       |                       | 87,80            | 30 528 (2022)                     | 348                | modifier les données                        |

## Démographie
En 2022, le canton comptait 30 528 habitants, en évolution de +4,7 % par rapport à 2016 (Pyrénées-Atlantiques : +3,78 %, France hors Mayotte : +2,11 %).
| 2013   | 2018   | 2022   |
| ------ | ------ | ------ |
| 28 413 | 30 039 | 30 528 |